# Erval Velho
Erval Velho este un oraș în Santa Catarina (SC), Brazilia.